# Södra Sandby
Södra Sandby – miejscowość (tätort) w Szwecji, w regionie administracyjnym (län) Skania, w gminie Lund.
Według danych Szwedzkiego Urzędu Statystycznego liczba ludności wyniosła: 6306 (31 grudnia 2015), 6557 (31 grudnia 2018) i 6552 (31 grudnia 2019).
Niedaleko wsi znajdują się odsłonięcia skał ordowickich (profil Fågelsång), gdzie zdefiniowano stratotyp sandbu (najniższego piętra górnego ordowiku).